# Ursus spelaeus

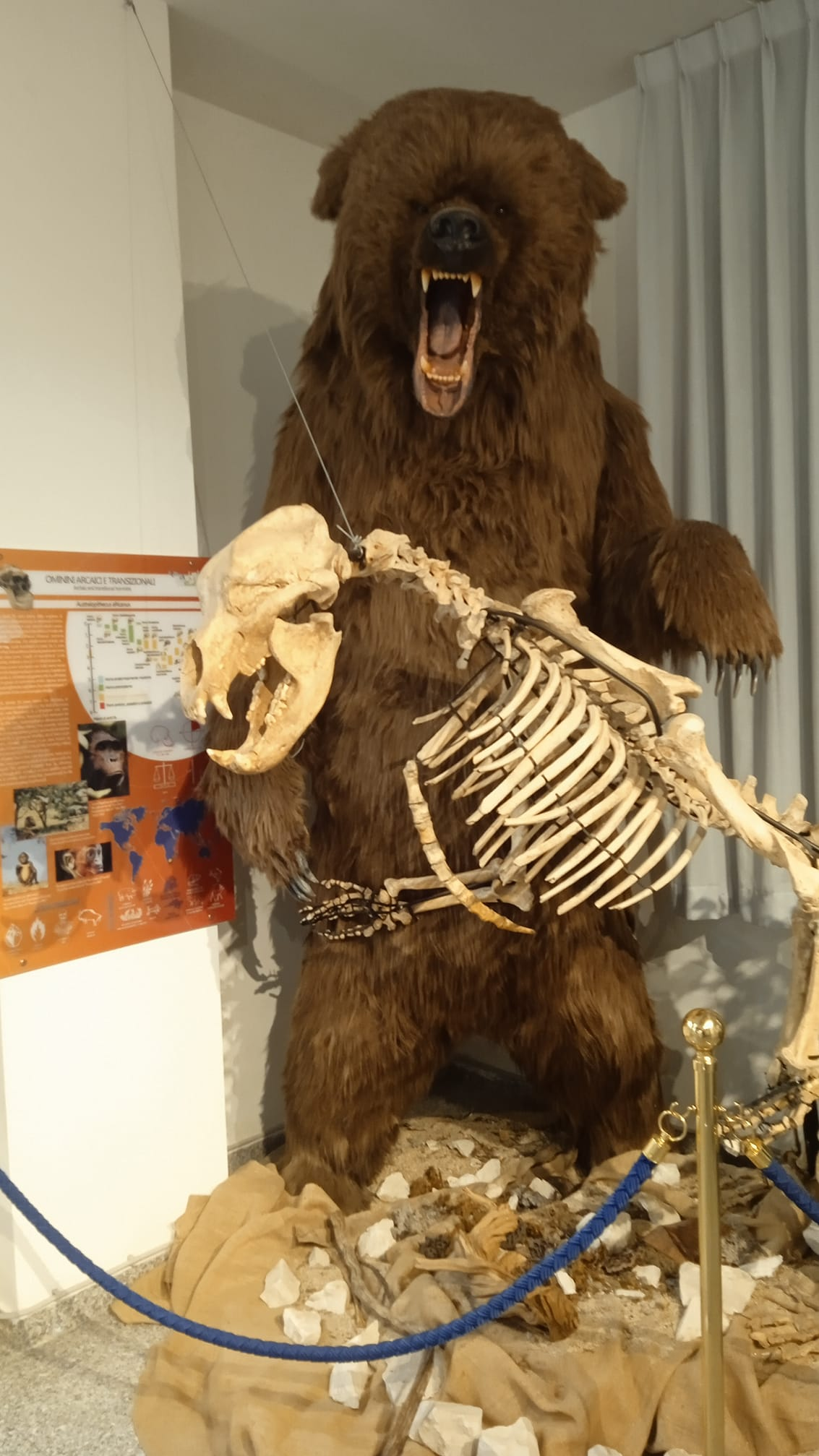
Ricostruzione di Ursus spelaeus con scheletro presso il museo dell'Università degli Studi "Gabriele d'Annunzio" a Chieti

L'orso delle caverne (Ursus spelaeus), noto anche come orso speleo, era una specie di orso vissuta in tutta l'Eurasia nel Pleistocene.

## Descrizione

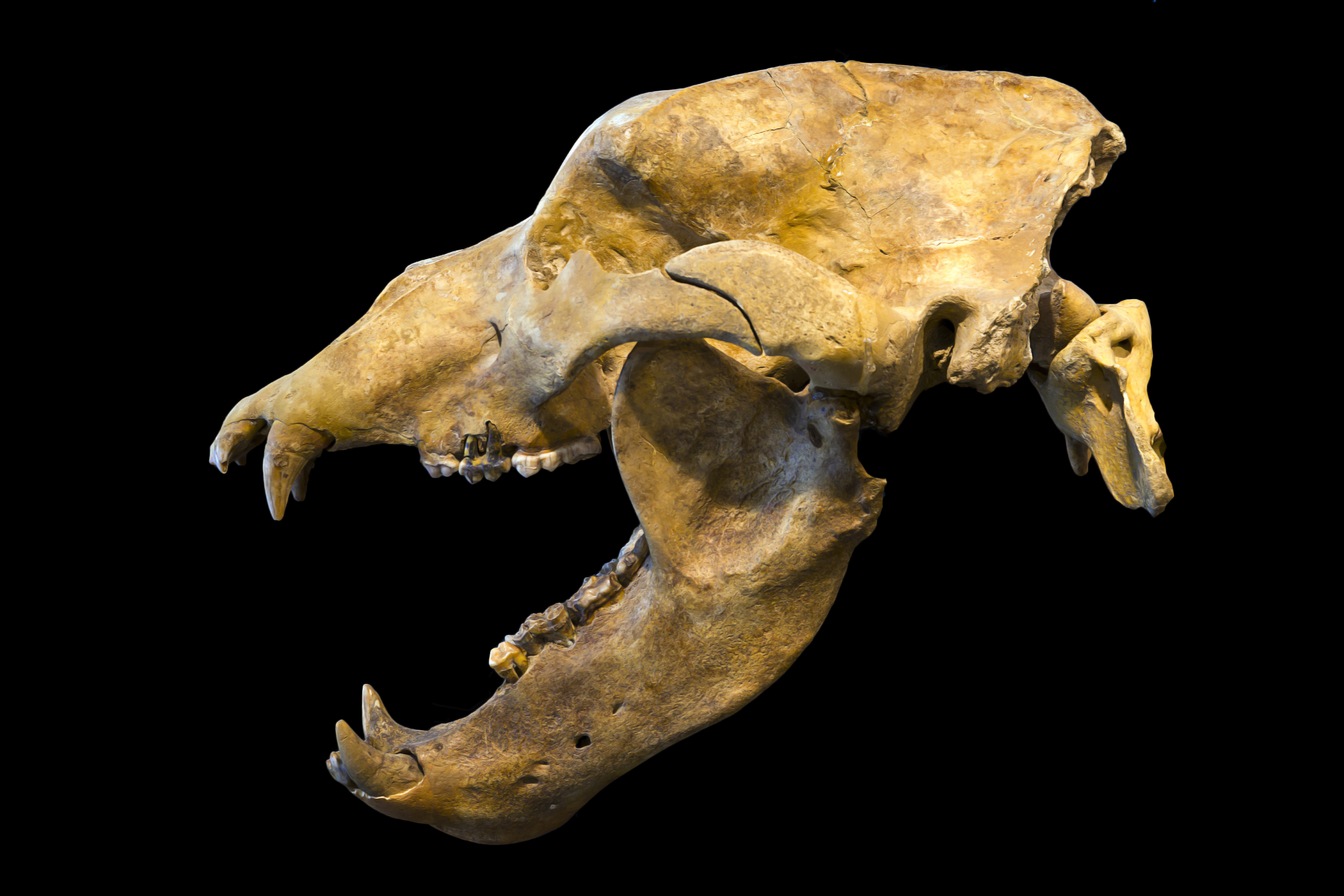
Cranio di orso delle caverne

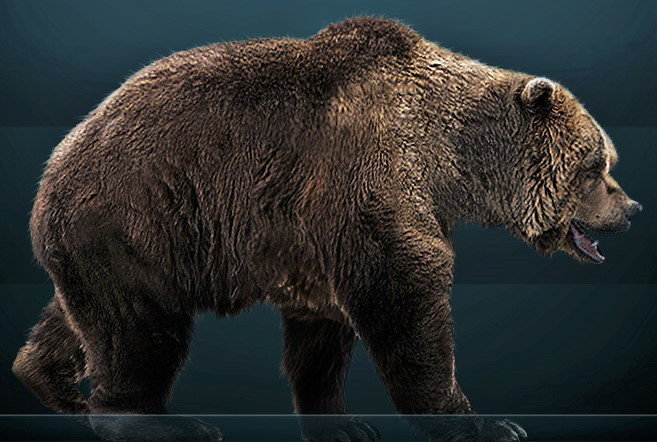
Ricostruzione di Ursus spelaeus

Le dimensioni di quest'orso erano molto grandi e il dimorfismo sessuale era molto evidente: i maschi potevano raggiungere i 3 metri di altezza (in posizione eretta) e potevano pesare fino 1000 chilogrammi (quando prossimi al letargo), mentre le femmine erano grandi circa la metà. Le sue dimensioni medie erano pertanto superiori a quelle degli orsi grizzly più grandi e dell'orso kodiak.
La dentatura di questo grande animale sembrerebbe richiamare una dieta tendente a un regime maggiormente erbivoro. Non a caso, alcuni autori lo avvicinano all'orso marsicano, anch'esso tipicamente vegetariano (o quasi). La tendenza evolutiva dell'orso delle caverne è quella di ridurre notevolmente le dimensioni dei denti, sempre meno ferini e sempre più adatti alla masticazione (compatibilmente con i limiti di una dentatura da carnivoro).

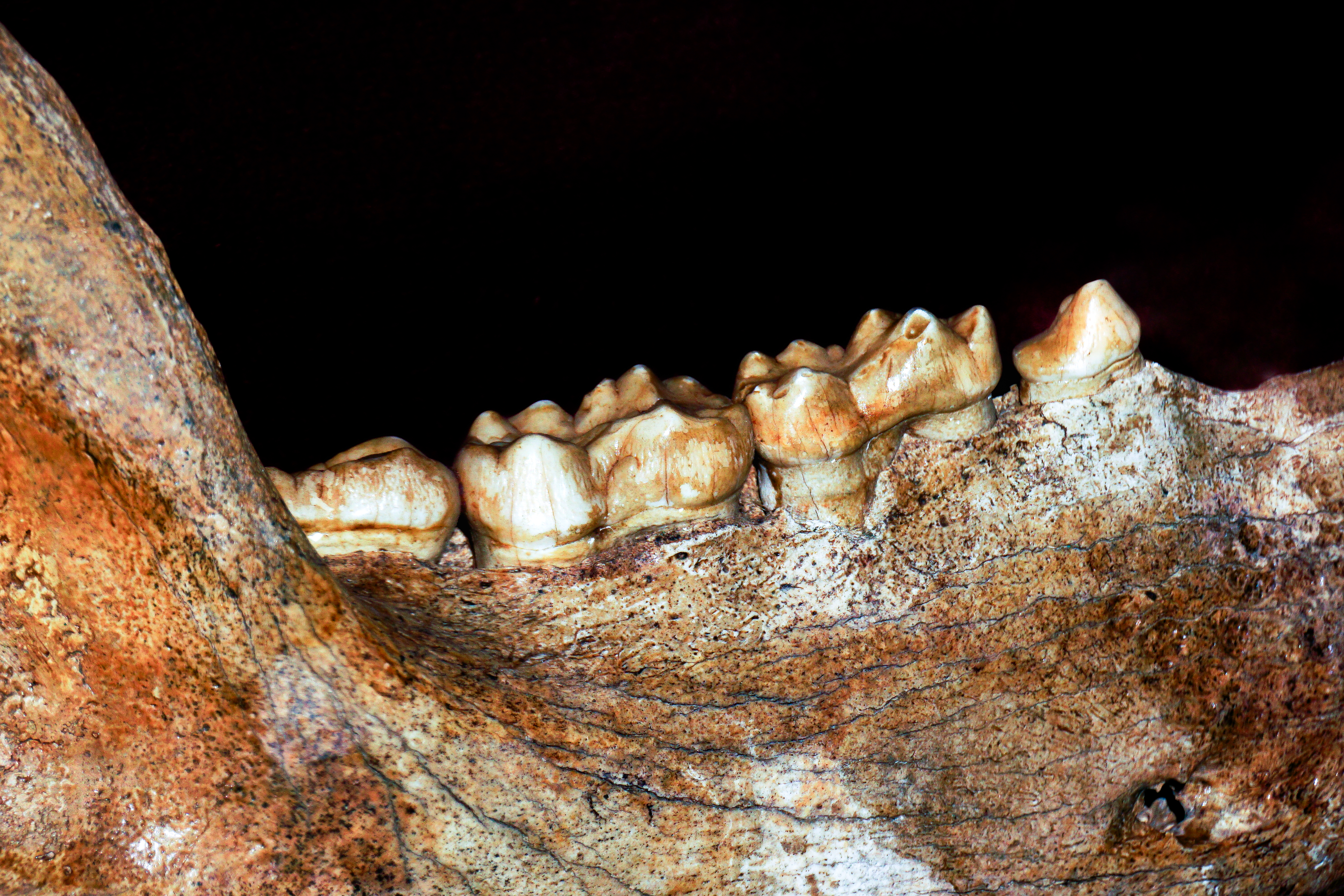
dettaglio dei molari della mascella inferiore

Oltre alla peculiarità della dentatura, una caratteristica diagnostica immediata tra il cranio dell'orso delle caverne e quello dell'orso bruno è data dal profilo fronto-nasale, dotato di un "blocco" ben pronunciato nel primo, quasi rettilineo nel secondo. L'evoluzione dei premolari in molari è stata ben rilevata nei resti trovati nella grotta delle Conturines.
La corporatura dell'orso delle caverne era davvero massiccia; le zampe erano dotate di lunghi e forti artigli, strumenti che potevano diventare temibili se usati contro gli uomini preistorici. Questi orsi, infatti, entravano spesso in competizione con i nostri antenati per il possesso delle grotte (ma grazie all'uso intimidatorio del fuoco gli orsi venivano soppiantati dagli umani).

## Distribuzione e habitat

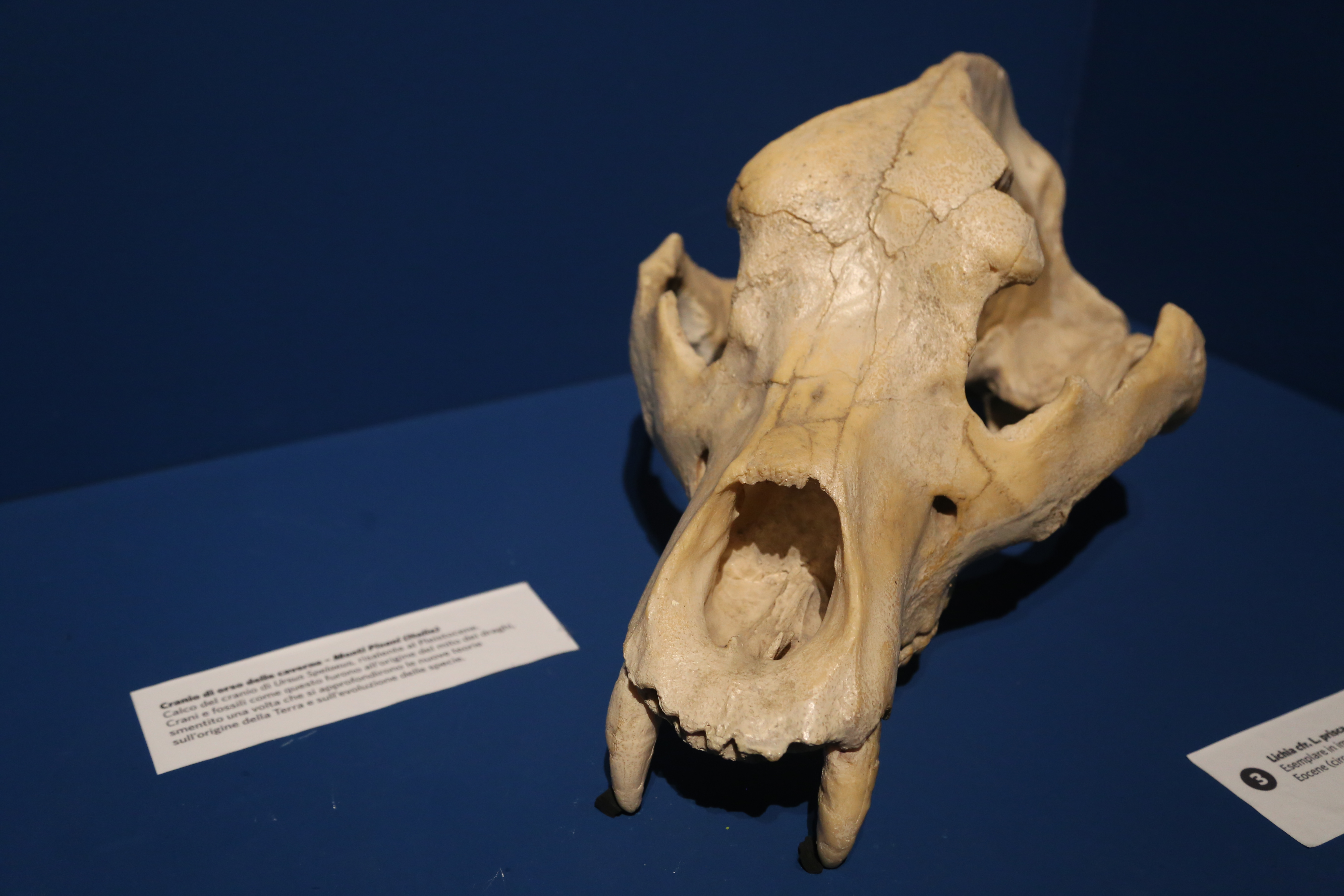
Cranio di orso delle caverne

Un numero eccezionale di resti di questo animale, più o meno completi, si rinviene in molte grotte dell'Europa centrale. Grandi quantità di ossa sono note in Romania, Austria (Grotta di Tischofer), Francia, Germania, Italia e anche Regno Unito. In Italia, le località più famose in cui si rinvengono i resti di questo orso sono le Grotte di Bossea e le grotte del Monte Fenera in Piemonte, le Grotte di Toirano in Liguria, il Monumento naturale regionale del Buco del Frate a Prevalle, il Buco del piombo e la Grotta dell'Orso in Lombardia, la Grotta dell'orso in Friuli-Venezia Giulia, le Grotte del Monte Cucco in Umbria e le Grotte di Stiffe in Abruzzo, le Grotte dell'Arco di Bellegra e il Bus de la Bela nel comune di Lamon (BL). Evidentemente questi orsi andavano in letargo nelle profondità delle grotte, e in alcuni casi non si risvegliavano più, oppure venivano uccisi sul posto dai cacciatori preistorici.
L'orso delle caverne si estinse circa 24.000 anni fa, durante l'ultima glaciazione del Pleistocene, senza lasciare discendenti. Alcuni studi compiuti su una gran quantità di ossa di orso delle caverne sembrano suggerire che una delle possibili cause dell'estinzione di questo grande mammifero possano essere state le frequenti patologie dentarie e della bocca, che non permettevano a molti esemplari di nutrirsi correttamente e/o una dieta prevalentemente o esclusivamente vegetariana, non compatibile con i climi freddi dei periodi glaciali. Campioni provenienti dai siti archeologici della Grotta di Paina e Grotta di Trene (Colli Berici – Vicenza) mostrano strie di macellazione provocate dagli uomini e persino frammenti di punte in pietra ritrovati conficcati nelle ossa; ciò suggerisce che gli orsi delle caverne potrebbero essere stati spinti definitivamente verso l'estinzione anche dalla predazione degli umani.
Le ossa di questi animali sono state rinvenute fin dall'antichità e venivano ritenute di draghi o grifoni. Ancora nel XVII secolo venivano rinvenuti crani di “mostri” deformi, dall'aspetto vagamente umano, che si diceva infestassero le foreste e le montagne dell'Europa centrale. Questi teschi misteriosi  erano i crani degli orsi delle caverne, che di lì a pochi anni sarebbero stati rivelati al mondo scientifico. Il diretto antenato dell'orso delle caverne sembrerebbe essere stato Ursus deningeri.